# Myrmotherula brachyura
El hormiguerito pigmeo o enano (Myrmotherula brachyura), es una especie de ave paseriforme de la familia Thamnophilidae perteneciente al numeroso género Myrmotherula. Es nativo de la región amazónica y del escudo guayanés en Sudamérica.

## Distribución y hábitat
Se distribuye en el centro y este de Colombia (desde la base de los Andes hacia el sur desde Meta hacia el este en Guainía, Vaupés y Amazonas), este de Ecuador, este de Perú, sur de Venezuela (Bolívar, Amazonas), Guyana, Surinam, Guayana francesa, Amazonia brasileña (hacia el este hasta el río Tocantins y hacia el sur hasta el norte y oeste de Mato Grosso) y noroeste y noreste de Bolivia.
Su hábitat natural es el subdosel y el estrato medio de bosques subtropicales o tropicales en regiones bajas, los pantanos subtropicales o tropicales. También puede vivir en zonas muy degradadas de antiguos bosques. Principalmente debajo de los 800 m de altitud.

## Estado de conservación
Esta especie tiene un área de distribución extremadamente grande, y por lo tanto no se aproxima a los umbrales de vulnerable según el criterio de tamaño del área de distribución (extensión de presencia <20.000 km² combinado con un tamaño decreciente o fluctuante del área de distribución o degradación de su hábitat, o bien estar distribuido muy localmente o con fragmentación severa). La tendencia de la población parece ser estable, por lo tanto la especie no se aproxima a los umbrales de vulnerable bajo el criterio de tendencia de la población (> 30% de disminución de más de diez años o tres generaciones). El tamaño de la población no ha sido cuantificado, pero no se cree que se acerque a los umbrales para vulnerable según el criterio de tamaño de la población (<10 000 individuos maduros con una disminución continua estimada en >10% en diez años o tres generaciones, o con una especificada estructura de la población). Por estas razones la especie se evalúa como de especie bajo preocupación menor.

## Sistemática

### Descripción original
La especie M. brachyura fue descrita por primera vez por el naturalista alemán Johann Hermann en 1783 bajo el nombre científico Music[apae] brachyurae; localidad tipo «Cayena, Guayana francesa».

### Etimología
El nombre genérico femenino «Myrmotherula» es un diminutivo del género Myrmothera, del griego «murmos»: hormiga y «thēras»: cazador; significando «pequeño cazador de hormigas»; y el nombre de la especie «brachyura», proviene del griego «brakhus»: corto  y «ouros»: de cola; significando «de cola corta».

### Taxonomía
Los datos genéticos y morfológicos indican que esta especie, junto a Myrmotherula ignota, M. ambigua, M. sclateri, M. surinamensis, M. multostriata, M. pacifica, M. cherriei, M. klagesi y M. longicauda representan un grupo monofilético: el grupo de hormigueritos estriados. La presente especie es pariente cercana a M. ignota y previamente fueron tratadas como conespecíficas pero fueron separadas en base al estudio de Isler & Isler (2003), lo que fue aprobado en la Propuesta N° 45 al Comité de clasificación de Sudamérica (SACC). Las posibilidades de variaciones geográficas requieren más investigación. Es monotípica.